# Interpreter

## Definição
Interpreter é um dos padrões de projeto de software, famosos como "Design Patterns", muito utilizado para a resolução de problemas quando a modelagem de sistemas ou softwares. Esse padrão esta incluso na categoria de Padrão Comportamental, ou seja, ele busca solucionar problemas de modelagem que tratam o comportamento de classes.

## Intenção
Dada uma determinada linguagem, o padrão Interpreter define uma representação para sua gramática juntamente com um interpretador que usa a representação para interpretar sentenças na língua. Ou mapear um domínio para uma língua, a língua para uma gramática e a gramática para um projeto de design hierárquico orientado a objetos.

## Problema
O padrão Interpreter busca em geral resolver o seguinte problema: que uma classe de problemas ocorre repetidamente em um domínio bem definido e bem compreendido. Se o domínio for caracterizado como uma linguagem, então os problemas poderiam ser facilmente resolvidos com uma engine de interpretação.

## Estrutura
O padrão Interpreter sugere modelar o domínio com uma gramática recursiva. Cada regra na gramática é tanto um 'composite' (uma regra que referencia outras regras) ou um 'terminal' (uma folha/nó numa estrutura de árvore). O Interpreter baseia-se na travessia recursiva do padrão Composite para interpretar as 'sentenças' que ele deve processar.

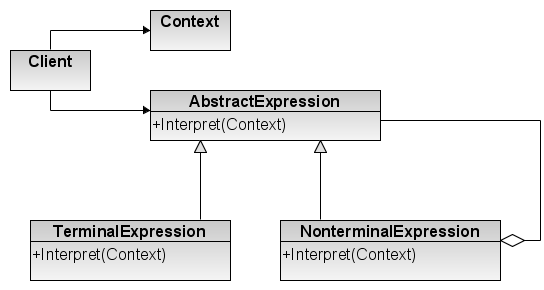
Uso do padrão Interpreter.

## Exemplo
O padrão Interpreter define uma representação gramatical de uma linguagem e um intérprete para realizar a interpretação da gramática. Os músicos são exemplos de Interpreters. O tom de um som e sua duração podem ser representados em notação musical em uma pauta. Esta notação fornece a linguagem da música. Músicos tocando a música da partitura são capazes de reproduzir o tom original e duração de cada som representado.

## Casos de uso
- Formato das consultas em banco de dados especializados como em SQL.
- Formato de mensagens usados pelos protocolos de comunicação.
- Tradução/conversão de linguagens ou símbolos para outra linguagem como números romanos para números decimais.
- Uso em expressões regulares ou XML.
- Uso de interpretação de formato em datas como DD-MM-AAAA ou MM-DD-AAAA.

## Consequências
- Baixa frequência de uso.
- Fácil extensão ou alteração da gramática.
- Implementar uma regra gramatical é fácil.
- É possível adicionar várias vias de interpretação.

## Referência
https://sourcemaking.com/design_patterns/interpreter
http://www.dofactory.com/net/interpreter-design-pattern
http://alumni.media.mit.edu/~tpminka/patterns/Interpreter.html
Design Patterns: Elements of Reusable Object-Oriented Software
1. ↑  «Design Patterns and Refactoring». sourcemaking.com. Consultado em 29 de setembro de 2016
2. ↑  «Interpreter .NET Design Pattern in C# and VB - dofactory.com». dofactory.com. Consultado em 2 de outubro de 2016
3. ↑  «(Tree-Structured) Interpreter Pattern». MIT. Consultado em 2 de outubro de 2016
4. ↑  «Design Patterns: Elements of Reusable Object-Oriented Software.». Erich Gamma; Richard Helm; Ralph Johnson; John Vlissides.